# Lepidophyma radula
Lepidophyma radula (яутепекська тропічна нічна ящірка) — вид сцинкоподібних ящірок родини нічних ящірок (Xantusiidae). Ендемік Мексики.

## Поширення й екологія
Яутепекські тропічні нічні ящірки відомі з двох місцевостей, що лежать у долині Оахаки в штаті Оахаки, зокрема в околицях Сан-Хосе-Мантеки, за 5 км від Сан-Карлос-Яутепека, а також на дорозі між Мітлою і Аютлою. Вони живуть у напівпосушливих чагарникових лісах, на висоті від 1750 до 1800 м над рівнем моря.